# Сумски художествен музей „Никанор Онацки“
Сумският художествен музей „Никанор Онацки“ (на украински: Сумський художній музей імені Никанора Онацького) е регионален художествен музей в Суми, Украйна, основан през 1920 г. от художника и общественик Никанор Харитонович Онацки. В първите години след основаването си музеят е бил известен като Сумски регионален художествен и исторически музей. Музеят съхранява богата колекция от местно и чуждестранно изящно и декоративно изкуство от XVI в. – XXI в., базирано на частната колекция на известния киевски индустриалец и филантроп Оскар Хансен.

## Музейна колекция
Колекцията от произведения на изкуството е изложена в двуетажна сграда, архитектурен паметник от края на XIX и началото на XX век (проект на архитекта Густав Шолц).
На първия етаж се помещава експозиция на изобразителното изкуство на Украйна и Русия от XVIII в. – началото на XX в., както и от Западна Европа: Италия (XVI в. – края на XIX в.), Холандия и Фландрия (XVII в. – XIX в.), Франция (XVII в. – началото на XX век).
На втория етаж се намира постоянна експозиция на декоративно-приложното изкуство, която включва известни образци от XVII в. – началото на XX век, организирана в следните раздели:
- Изкуство на Украйна,
- Изкуство на Русия,
- Изкуство от Западна Европа,
- Изкуство от Далечния и Близкия изток.

Представени са шедьоври на Архип Куинджи, Иван Айвазовски, Иля Репин и други.

## Галерия
- Лев Соловьов. „Монаси. Те не са ходили там", 1870 г.
- Архип Куинджи. „Бор“, 1878 г.
- Архип Куинджи. „След бурята“, скица, 1879 г.
- Константин Маковски. „Запорожки казак“, 1884 г.
- Иван Айвазовски. „Лунна нощ в Крим. Гурзуф“, 1839 г.
- Юлия Бразол. „Две сестри“, началото на 1900-те години